# Ian Graham
Ian James Alastair Graham, OBE (Campsea Ashe, Inglaterra, Reino Unido; 12 de noviembre de 1923-1 de agosto de 2017) fue un epigrafista, explorador y mayista británico cuyas investigaciones en los yacimientos arqueológicos mayas precolombinos en Belice, Guatemala y México coadyuvaron al establecimiento del Cuerpo de las Inscripciones Jeroglíficas Mayas, documento importante para la comprensión de la escritura maya, publicado por el Museo Peabody de Arqueológía y Etnología de la Universidad de Harvard. Entre otras obras, Graham escribió una biografía de un notable antecesor suyo en el estudio de las cuestiones mayas: el explorador del siglo xix, también británico, Alfred Maudslay.

## Biografía
Ian Graham nació en 1923 en Campsea Ashe, un pueblo del condado de Anglia Oriental, en Suffolk, Inglaterra. Asistió al Trinity College en Oxford, donde estudió física. Sus estudios debieron suspenderse al enlistarse en la Armada británica, en la que sirvió durante la Segunda Guerra Mundial. Pudo continuar sus estudios después de la guerra, haciéndolo en el Trinity College de Dublín, Irlanda, donde se graduó en 1951.

## Obra
- Graham, Ian, Alfred Maudslay and the Maya: A Biography. Norman: University of Oklahoma Press 2003.

## Reconocimientos
- Recibió la Orden del Pop del Museo Popol Vuh, Universidad Francisco Marroquín, de Guatemala.[6]